# Vítor Baía
Vítor Manuel Martins Baía (São Pedro da Afurada, 1969. október 15. –) korábbi portugál labdarúgókapus. Tagja volt a 2004-ben Bajnokok Ligáját, és 2003-ban UEFA-kupát nyerő Porto-nak. Ő és az olasz Stefano Tacconi az egyetlen kapusok a labdarúgás történetében, akik mindhárom fő UEFA-trófeát megnyerték. Baía 2007-ben vonult vissza.

## Sikerei, díjai

### FC Porto
- Portugál bajnokság: 1989–90, 1991–92, 1992–93, 1994–95, 1995–96, 1998–99, 2002–03, 2003–04, 2005–06, 2006–07
- Portugál kupa: 1990–91, 1993–94, 1999–2000, 2002–03, 2005–06
- Portugál szuperkupa: 1989–90, 1990–91, 1992–93, 1993–94, 1995–96, 2002–03, 2003–04, 2005–06
- UEFA-kupa: 2002–03
- UEFA-bajnokok ligája: 2003–04
- Interkontinentális kupa: 2004

### FC Barcelona
- Spanyol bajnokság: 1997–1998
- Spanyol kupa: 1996–97, 1997–98
- Spanyol szuperkupa: 1996
- Kupagyőztesek Európa-kupája: 1996–97

### Egyénileg
- Portugália
  - Az év portugál labdarúgója: 1989, 1991
  - Portugál Aranylabda: 1992
- UEFA
  - UEFA év legjobb kapusa: 2004